# Ana Heylan
Ana Heylan, död 1655, var en spansk konstnär.
Hon är känd för sina etsningar och gravyrer. 